# 말뚝박기
말뚝박기는 한국의 전통놀이이다.

## 유래
말뚝박기는 한국의 전통놀이이다. 여고생들이나 여자 청소년들도 이 놀이를 간혹 했었지만 주로 남자 청소년들이 많이한 놀이이다. 말뚝박기는 우리나라에서도 하지만 일본에서도 같은 놀이가 있다.

## 놀이방법
말뚝박기의 놀이방법은 마부놀이와 말타기랑 비슷하다. 마부놀이는 처음에 가위바위보로 말과 마부를 정한다음, 마부의 오른쪽 옆구리에 말의 머리를 대고 마부의 오른손으로 말의 눈을 가려서 다른사람을 못보게 해야한다. 왜냐하면 다른사람이 말을 타려고 달려오는 것을 보고 차지 못하게 해야하기 때문이다. 놀이가 시작되면 말은 다른사람이 타지 못하게 여기저기 움직이거나 계속 뒷발질을 한다. 이때 말에게 차이면 그 사람이 말이 되고 말이었던 사람이 마부가 된다. 다른사람들은 말이 움직일 때 빨리 말 등에 올라탄다. 이때 한명이 탈 수 있고 겹쳐서 탈 수 있는데 만약 말이 탄 사람들의 무게를 이기지 못하고 넘어진다면 계속 말이 되어서 해야한다. 다른사람이 말 등에 올라타면 말은 이리저리 흔들어서 올라탄 사람을 떨어뜨려야 하고 말에 탄 사람은 떨어지지 않으려고 말을 꼭 붙잡고 있어야 한다.
그리고 말타기는 먼저 두 팀을 나누어서 공격과 수비를 정한다. 수비팀 중 한명은 벽이나 나무에 기대어 선다. 그리고 수비팀중 나머지 사람들은 앞사람의 다리 사이에 머리를 끼고 앞사람의 다리를 잡고 길게 말을 만든다. 공격팀은 멀리서부터 달려와서 두손으로 수비팀의 등을 집고 올라탄다. 이때 공격팀 모두가 말을 타기 위해서 앞에서 출발하는 사람은 최대한 앞쪽으로 타야한다. 말을 타다가 공격팀이 중간에 떨어지거나 땅에 다리가 닿으면 공격과 수비가 교체된다. 반대로 수비하는 팀이 힘이 없어서 중간에 무너지면 공격팀이 다시 말을 만들어 공격한다. 공격팀이 다 탈때까지 수비팀이 무너지지 않으면 맨 앞사람끼리 가위바위보를 해서 이긴편이 공격의 역할을 하여 놀이가 계속 진행된다

## 비슷한 놀이
싱가포르에 '조랑말과 기수'라는 놀이가 있는데, 이 놀이는 한명이 기수가 되고 한명이 조랑말이 되어서 기수가 조랑말 위에 타서 달리다가 목표물을 맞추는 놀이이다. 그리고 일본에서는 '야생 말타기'라는 놀이가 있는데 이 놀이는 우리나라의 마부놀이랑 놀이방법이 비슷한데, 마부가 두명이라는 점은 우리나라와 다르다.

## 관련뉴스
김기욱 "'X맨'서 말뚝박기 하다 다리 절단 위기…현재 월 매출 1억원 사업 중" - 세계일보 (segye.com)

## 같이 보기
- 벅 벅